# Isla del Forcón
La Isla del Forcón (en eonaviego Illa del Forcón, en asturiano Islla del Forcón) es una isla española, abrupta pero bastante llana cerca de la costa de El Franco, en la Asturias occidental. En bajamar queda parcialmente unida a tierra por arrecifes y arena. Mide 2,8 hectáreas. Forma parte de un pequeño archipiélago de farallones e islotes desprendidos de tierra firme conocidos como El Castelo, de los cuales es, con diferencia, la mayor y más destacada isla.
- Datos: Q3395767